# فرارانش
در زمین‌شناسی به رانده شدن پوستهٔ اقیانوس بر روی لبهٔ صفحهٔ قاره‌ای فَرارانِش (انگلیسی: Obduction) می‌گویند.
به عبارتی دیگر، فرارانش اصطلاحی است که برای توصیف جابه‌جایی پوستهٔ اقیانوسی و گوشته بر روی حاشیه‌های قاره‌ای به کار می‌رود. در حالی که سنگ‌های متراکم اقیانوسی معمولاً در گودال‌های اقیانوسی طی فرایند فرورانش نابود می‌شوند، گاهی تکه‌های بزرگ و سنگین آن‌ها از جای خود کنده شده، جدا می‌شوند و بر روی پوستهٔ قاره‌ای که چگالی کمتری دارد، رانده می‌شوند. این سنگ‌های اقیانوسی جابه‌جا شده، بر روی زمین به عنوان مجموعهٔ افیولیتی شناسایی می‌شوند و نمونه‌های آن‌ها در بخش‌های بیرونی برخی کمربندهای کوه‌زایی مانند آپالاش، آلپ و هیمالیا به خوبی حفظ شده‌اند. واضح‌ترین و شناخته‌شده‌ترین نمونهٔ پوستهٔ اقیانوسی و گوشته بر روی خشکی، در مجموعهٔ «بی آو آیلندز» (خلیج جزایر) در غرب نیوفاندلند دیده می‌شود.

## جزئیات
فرارانش یک فرایند زمین‌شناختی است که در آن، پوسته اقیانوسی متراکم‌تر (و حتی بخش بالایی گوشته سیاره‌ای) از صفحهٔ اقیانوسی در حال فرورانش در یک زمین‌ساخت صفحه‌ای در مرز همگرا جدا شده و از طریق یک گسل رورانده بر روی صفحهٔ مجاور رانده می‌شود.
در شرایط معمول، هنگامی که صفحات اقیانوسی و قاره‌ای به هم می‌رسند، پوستهٔ اقیانوسی متراکم‌تر طی فرایند فرورانش به زیر پوسته قاره‌ای فرومی‌رود. اما فرارانش که کمتر رخ می‌دهد، معمولاً در برخورد صفحات در کمربند کوه‌زایی اتفاق می‌افتد، جایی که بخشی از مواد صفحهٔ اقیانوسی فرورونده بر روی صفحهٔ قاره‌ای قرار می‌گیرد. این پدیده همچنین می‌تواند در یک حوضه پشت‌کمانی رخ دهد، جایی که لبهٔ یک قاره به دلیل فشار ناشی از برخورد صفحات، از بقیهٔ قاره جدا می‌شود.
فرارانش سنگ‌کره اقیانوسی مجموعه‌ای از سنگ‌های مشخص را ایجاد می‌کند که به نام افیولیت شناخته می‌شوند. این مجموعه شامل سنگ‌های رسوبی اعماق دریا (چرت، سنگ آهک، رسوبات سنگ آواری)، سنگ‌های آتشفشانی (گدازه بالشی، شیشه آتشفشانی، خاکستر آتشفشانی، دایک‌های صفحه‌ای و گابرو) و پریدوتیت (سنگ‌های گوشته‌ای) است. جان مک‌فی در توصیف تشکیل افیولیت از طریق فرارانش می‌گوید: «جایی که پوستهٔ اقیانوسی به درون یک گودال فرومی‌رود و زیر یک قاره قرار می‌گیرد، بخشی از این پوسته—یعنی یک افیولیت—از بالای آن جدا شده و در لبهٔ قاره جای می‌گیرد.»
فرارانش می‌تواند در مناطقی رخ دهد که یک تکه از پوسته قاره‌ای در یک منطقهٔ فرورانش گیر افتاده باشد و در نتیجه، سنگ‌های مافیک و سنگ فرامافیک اقیانوسی از گوشته بر روی پوستهٔ قاره‌ای رانده شوند. فرارانش معمولاً در جایی اتفاق می‌افتد که یک صفحهٔ کوچک زمین‌ساخت صفحه‌ای بین دو صفحهٔ بزرگ‌تر قرار گرفته باشد، به‌گونه‌ای که پوستهٔ آن (اعم از کمان جزیره‌ای یا اقیانوسی) به یک قاره مجاور متصل شود و یک زمینگان جدید تشکیل دهد. در برخورد دو صفحهٔ قاره‌ای، معمولاً فرارانش پوستهٔ اقیانوسی میان آن‌ها بخشی از فرایند کوه‌زایی محسوب می‌شود.

## انواع تشکیل

### گوه‌زنی رو به بالا در مناطق فرورانش
این فرایند در زیر و پشت دیواره‌های داخلی درازگودال‌ها (مناطق فرورانش) رخ می‌دهد، جایی که قطعاتی از پوسته اقیانوسی و گوشته از بخش بالایی صفحهٔ در حال فرورانش جدا شده و در مجموعه‌هایی با فشار بالا در برابر لبهٔ جلویی صفحهٔ دیگر گیر افتاده و انباشته می‌شوند.
تضعیف و شکستن پوستهٔ اقیانوسی و بخش بالایی گوشته احتمالاً در یک رژیم کششی رخ می‌دهد. این پدیده منجر به ورود قطعات افیولیتی به داخل صفحهٔ بالادست می‌شود. با گذشت زمان، انباشت تدریجی قطعات افیولیت و بخش‌هایی از کمان‌های آتشفشانی در برابر لبهٔ جلویی یک قاره ممکن است ادامه یابد و منجر به نوعی برافزایش قاره‌ای شود.

### فشردگی و رانش بر روی حاشیه‌های قاره‌ای از نوع اطلسی
ساده‌ترین شکل این نوع فرارانش ممکن است در نتیجهٔ شکل‌گیری یک منطقهٔ فرورانش در نزدیکی حاشیهٔ قاره‌ای رخ دهد. در بالای این منطقه، پوستهٔ اقیانوسی و گوشته به‌تدریج روی صفحهٔ در حال فرورانش سوار می‌شود. در این روند، اقیانوس موجود بین حاشیه قاره‌ای و منطقهٔ فرورانش به‌تدریج بلعیده می‌شود تا جایی که حاشیهٔ قاره‌ای به منطقهٔ فرورانش برسد و یک گوه یا ورقهٔ عظیم (nappe) از پوستهٔ اقیانوسی و گوشته بر روی حاشیهٔ قاره‌ای رانده شود.
از آنجا که چگالی کمتر پوستهٔ قاره‌ای مانع از فرورانش گستردهٔ آن می‌شود، احتمالاً یک تغییر در جهت فرورانش رخ خواهد داد که در نتیجه، یک ورقهٔ افیولیتی بر روی صفحهٔ در حال فرورانش قرار می‌گیرد.
اگر یک گسترهٔ بزرگ از اقیانوس بین حاشیهٔ قاره‌ای و منطقهٔ فرورانش وجود داشته باشد، یک کمان آتشفشانی کاملاً توسعه‌یافته و یک حوضه پشت‌کمانی ممکن است در نهایت به حاشیهٔ قاره‌ای برسد و با آن برخورد کند. تداوم همگرایی ممکن است منجر به رانده‌شدن مجموعهٔ کمان آتشفشانی شود و این فرایند ممکن است با تغییر در جهت فرورانش دنبال شود. با توجه به مجموعهٔ سنگ‌شناختی و ساختار پیچیدهٔ افیولیت و نفوذهای کمانی، مجموعهٔ ساحلی غرب نیوفاندلند ممکن است از این طریق تشکیل شده باشد.

### رانش گرانشی بر روی حاشیه‌های قاره‌ای از نوع اطلسی
این نظریه شامل برآمدگی تدریجی یک منطقهٔ گسترش فعال اقیانوسی، جدا شدن قطعاتی از بخش بالایی سنگ‌کره و رانش گرانشی این قطعات به سمت حاشیهٔ قاره‌ای به عنوان افیولیت است. این نظریه توسط رینهارت برای توضیح جای‌گیری مجموعهٔ افیولیت Semail در عمان ارائه شد و توسط چرچ و چرچ و استیونز برای توضیح جای‌گیری افیولیت در بی آو آیلندز در غرب نیوفاندلند مطرح شد. با این حال، این نظریه بعدها با فرضیه‌هایی جایگزین شد که فرورانش حاشیهٔ قاره‌ای در زیر سنگ‌کرهٔ اقیانوسی را پیشنهاد می‌کنند.

### تبدیل یک منطقهٔ گسترش به یک منطقهٔ فرورانش
بسیاری از مجموعه‌های افیولیتی به‌عنوان ورقه‌های نازک و داغ سنگ‌کرهٔ اقیانوسی مدت کوتاهی پس از تشکیل از طریق افزایش صفحه‌ای جابه‌جا شده‌اند. تغییر از مرز صفحه‌ای گسترشی به مرز صفحه‌ای فرورانشی ممکن است در نتیجهٔ تغییر سریع در حرکت نسبی صفحات رخ دهد. همچنین، ممکن است یک گسل ترادیس به منطقهٔ فرورانش تبدیل شود، به‌گونه‌ای که طرفی که دارای سنگ‌کرهٔ بلندتر، داغ‌تر و نازک‌تر است، روی طرف دیگر که سردتر و ضخیم‌تر است، رانده شود. این سازوکار می‌تواند منجر به فرارانش مجموعهٔ افیولیتی شود، به‌ویژه اگر این تغییر در نزدیکی حاشیهٔ قاره‌ای رخ دهد.

### برهم‌کنش یک منطقهٔ گسترش و یک منطقهٔ فرورانش
در شرایطی که یک منطقهٔ گسترش به منطقهٔ فرورانش نزدیک می‌شود، برخورد این دو منجر به یک تعامل پیچیده بین رسوبات زمین‌ساختی مرتبط با فرورانش و فعالیت آذرین مرتبط با گسترش صفحه‌ای خواهد شد. منطقهٔ گسترش باقی‌مانده ممکن است یا فرورانده شود یا به‌عنوان یک ورقهٔ داغ افیولیتی به سمت بالا حرکت کرده و بر روی شکاف میان کمان و گودال و مجموعهٔ کمانی قرار گیرد.
یک نمونهٔ احتمالی این فرایند، کاهش تدریجی اندازهٔ صفحهٔ فارالون در نزدیکی سواحل کالیفرنیا است. انتظار نمی‌رود که فرارانش افیولیت در این منطقه رخ دهد، زیرا مرز میان این دو صفحه از نوع گسل ترادیس راست‌گرد است. با این حال، برخورد شدید صفحهٔ کولا / صفحه اقیانوس آرام با صفحهٔ آلاسکا / جزایر آلیوتی منجر به آغاز فرورانش صفحهٔ اقیانوس آرام در زیر آلاسکا شد، اما هیچ نشانه‌ای از فرارانش یا بلعیده شدن یک منطقهٔ گسترش در این فرایند دیده نمی‌شود.

### حوضهٔ پشت‌کمانی
دیویی و بیرد پیشنهاد می‌کنند که یکی از اشکال رایج فرارانش افیولیت به بسته شدن حوضه‌های پشت‌کمانی مرتبط است. در طی این بسته شدن که توسط فرورانش صورت می‌گیرد، قطعاتی از پوستهٔ اقیانوسی و گوشته ممکن است به سرزمین‌های پیش‌قاره‌ای مجاور رانده شده و به‌عنوان ورقه‌های افیولیتی جای‌گیر شوند.
در منطقهٔ جریان گرمایی بالا که شامل یک کمان آتشفشانی و یک حوضهٔ پشت‌کمانی است، سنگ‌کره بسیار نازک‌تر از حد معمول است. در این شرایط، اگر تنش فشاری بر منطقه اعمال شود، این سنگ‌کرهٔ نازک ممکن است در امتداد یک سطح گسل روراندهٔ کم‌شیب بشکند. در چنین حالتی، یک ورقهٔ نازک از سنگ‌کره می‌تواند جدا شده و بر روی سنگ‌کرهٔ مجاور سوار شود و در نهایت به‌عنوان یک ورقهٔ نازک افیولیتی بر روی سرزمین پیش‌قاره‌ای مجاور قرار گیرد. این مکانیسم نوعی همگرایی صفحه‌ای است که در آن یک لایهٔ نازک و داغ از سنگ‌کرهٔ اقیانوسی روی سنگ‌کرهٔ سردتر و ضخیم‌تر رانده می‌شود.

## برخورد قاره‌ای
هنگامی که یک اقیانوس به‌تدریج بین دو سنگ‌کرهٔ قاره‌ای در حال برخورد به دام می‌افتد، گوه‌های پوستهٔ اقیانوسی و گوشته‌ای که بالا می‌آیند، بین صفحات قاره‌ای گیر افتاده و جدا شده و شروع به حرکت به سمت بالا در امتداد راندگی قاره‌ای پیش‌رونده می‌کنند. تداوم همگرایی ممکن است منجر به رانده‌شدن مواد موجود در فاصلهٔ بین کمان و گودال شود و در نهایت، رانده‌شدن مجموعهٔ سنگ‌های دگرگونی و آتشفشانی کمان آتشفشانی را به دنبال داشته باشد.
پس از فرورانش کامل یک ناحیهٔ اقیانوسی، تداوم همگرایی ممکن است به زنجیره‌ای از سازوکارهای درون‌قاره‌ای برای کوتاه‌شدن پوسته منجر شود. این سازوکار احتمالاً عامل ایجاد حوضه‌های اقیانوسی مختلف در منطقهٔ مدیترانه بوده است. کمربند آلپاید گمان می‌رود که نشان‌دهندهٔ تاریخ پیچیدهٔ تعامل صفحات در جریان همگرایی عمومی صفحه اوراسیا و صفحه آفریقا باشد.

## نمونه‌ها
در حال حاضر موارد کمی از فرارانش صفحهٔ قاره‌ای در زیر صفحهٔ اقیانوسی شناخته شده است، اما شواهد نشان می‌دهد که این فرایند در گذشته چندین بار رخ داده است. به همین دلیل، نمونه‌هایی از سنگ‌های پوستهٔ اقیانوسی و سنگ‌های گوشته‌ای عمیق‌تر که فرارانش یافته‌اند و اکنون در سطح زمین در معرض دید قرار دارند در نقاط مختلف جهان یافت می‌شوند.
نمونه‌هایی از فرارانش اخیر عبارت‌اند از:
- زمین‌شناسی کالدونیای جدید، که نمونه‌ای از فرارانش اخیر به‌شمار می‌رود.
- رشته‌کوه‌های کلاماث در شمال کالیفرنیا، که شامل چندین قطعهٔ پوستهٔ اقیانوسی رانده‌شده است، از جمله افیولیت Coast Range که یکی از شناخته‌شده‌ترین نمونه‌ها است.
- قطعات فرارانش‌یافته در افیولیت سمائل در عمان،[۱۱]
- کوهستان ترودوز در قبرس،
- نیوفاندلند و لابرادور،[۱۴]
- نیوزیلند،
- آلپ در اروپا،
- جزایر شتلند در اونست و فتلار،
- جزیرهٔ لکا در نروژ،
- افیولیت بلو ریج در رشته‌کوه آپالاش در شرق آمریکای شمالی.